# 圣若翰洗者圣殿 (萨尔布吕肯)
圣若翰洗者圣殿 是一座天主教宗座圣殿，位于德国萨尔布吕肯的圣约翰广场。
在宗教改革时期，圣若翰堂由新教徒管理，只有一个小堂，即圣若翰小堂，留给天主教徒。十八世纪，在路易十四的法国政府统治下，天主教徒人数增加，于是于1754年至1758年建造了这座圣殿 。
1975年，教宗保禄六世将该堂升格为宗座圣殿。